# Bugs Bunny: Lost in Time
Bugs Bunny: Lost in Time (em português, Pernalonga: Perdido no Tempo), é um jogo eletrônico lançado em 1999 para PlayStation e Microsoft Windows, e teve uma continuação "não oficializada", em 2000 para as mesmas plataformas, chamado Bugs Bunny & Taz: Time Busters.

## Enredo
Pernalonga estava indo a uma viagem quando acaba por encontrar-se em uma cabana. Lá, ele encontra uma máquina do tempo que ele ativa intencionalmente e vai parar em "Lugar Nenhum", onde há um castelo pertencente ao mago Merlin Munroe. Este diz que o coelho está perdido no tempo, e que para que ele volte à sua época de origem,  faz-se necessário encontrar todos os relógios de todas as épocas. Só assim Pernalonga poderá voltar ao tempo Presente.

## Personagens
- Pernalonga: O único personagem jogável, ele ativou a maquina do tempo, e agora, deve encontrar um jeito de voltar para a casa, com a ajuda de Merlin Munroe.
- Merlin Monroe: Ele ajuda Pernalonga a voltar para o presente, Merlin aparece em 4 situações, para salvar o jogo, para avisar os relógios de caixa, no nivel Demo (Nenhum Lugar), e para dar os poderes no período medieval.
- Hortelino Troca-letras: chefe da Idade da Pedra, o primeiro nivel, nesta época, Hortelino aparece com duas roupas, a de homem das cavernas e a de caçador.
- Patolino: Patolino aparece no nível bônus da Idade da Pedra, e no Período Medieval inteiro como sua paródia de Robin Hood.
- Bruxa Hazel: Uma bruxa, chefe do periodo medieval, que quer Pernalonga para o jantar, apesar de ser uma chefe, ela não é uma personagem muito aparente no nivel, principalmente quando comparada com Patolino Robin Hood.
- Eufrazino: Eufrazino aparece como chefe nos Anos dos Piratas, é um Pirata de Barba grande e vermelha.
- Rocky e Mugsy: Aparecem como lideres da Década de 30, depois de Merlin Monroe, eles são os Personagens menos conhecidos no Jogo, mais, já aparecerem no programa dos Looney Tunes.
- Marvin: Um marciano de capacete verde que aparece no Futuro, (como Dimensão X), ele é o chefe desta época, é seus comparsas, são os mais poderoso porque só as armas de gelo dos robôs podem fazer com que você os destrua.

## Épocas
São os períodos do tempo em que você tem que passar para voltar para o Presente, cada período tem 4 níveis, 3 normais e 1 bônus.

### Nenhum Lugar
Onde você começa o jogo, não é contado com a Primeira fase, pois esse é um nivel demo, onde você aprende a jogar e a fazer os movimentos, Nesse Nivel você ganha 10 cenouras douradas e um relógio para desbloquear a Idade da Pedra.

### Idade da Pedra
O primeiro nível, Hortelino Troca-Letras e Patolino podem ser vistos nesse nivel.
| Nome do Nivel                              | Pré-Requisitos      |
| ------------------------------------------ | ------------------- |
| Um Coelho Correndo                         | 1 Relógio           |
| Adivinha Quem Precisa de um Empurrãozinho? | 3 Relógios          |
| Estação de Caça ao Coelho ou Pato?         | 50 Cenouras de Ouro |
| Magic Hare Blower                          | 80 Relógios         |

### Os Anos dos Piratas
Esse pode ser um nivel bizarro para as crianças por causa dos tubarões e escorpiões.
| Nome do Nível                                  | Pré-Requisitos |
| ---------------------------------------------- | -------------- |
| Hey... O Que É Que Há, Velhinho?               | 5 Relógios     |
| Siga-me Para a Esta Estrada do Pirata Vermelho | 11 Relógios    |
| Quando Eufrazino encontra o Coelho             | 35 Relógios    |
| Mina ou Mina?                                  | 100 Relógios   |

### A Década de 30
Este nivel, se passa todo na cidade, na década de 1930, e os chefes desta época são: Rocky e Mugsy
| Nome do Nível                                       | Pré-Requisitos       |
| --------------------------------------------------- | -------------------- |
| O Grande Fuga ao Banco                              | 15 Relógios          |
| A Maior Fuga                                        | 25 Relógios          |
| Objetos no Espelho Estão Mais Perto do que Aparece! | 50 Relógios          |
| A Tourada                                           | 150 Cenouras de Ouro |
| A Fábrica de Cenouras                               | 90                   |

### Período Medieval
O Período Medieval, a era dos castelos onde os principes, princesas, reis, rainhas, e até bruxas existiam, o chefe desta época é: A Bruxa Hazel
| Nome do Nivel                      | Pré-Requisitos       | Magias                    |
| ---------------------------------- | -------------------- | ------------------------- |
| O Que Está Cozinhando, Velhinho?   | 30 Relógios          | Super Pulo                |
| Uma Bruxa em Albuquerque?          | 65 Relógios          | Habilidade Musical        |
| Pato Descendo                      | 250 Cenouras de Ouro | none                      |
| O Mistério da Cenoura Desaparecida | 73 Relógios          | Ventilador, Abrate-sésamo |

### O Futuro
No Futuro, viveremos na galáxia, não nos planetas. O Chefe desta época é Marvin, o Marciano.
| Nome do Nível            | Pré-Requisitos |
| ------------------------ | -------------- |
| O Arquivo do Planeta X   | 40 Relógios    |
| Quarto X                 | 60 Relógios    |
| A Conquista do Planeta X | 70 Relógios    |
| A Corrida do Espaço      | 117 Relógios   |

### Presente
Para finalizar o jogo e voltar para o presente, você tem que ter de 120 a 124 relógios.

## Elenco de Voz
- Billy West - Pernalonga, Hortelino
- Jess Harnell - Merlin Munroe
- June Foray - Bruxa Hazel
- Mel Blanc - Eufrazino (arquivo de som)
- Joe Alaskey - Rocky e Mugsy, Marvin, o Marciano